# Roeselia argentescens
Roeselia argentescens är en fjärilsart som beskrevs av George Francis Hampson 1895. Roeselia argentescens ingår i släktet Roeselia och familjen trågspinnare. Inga underarter finns listade.